# 三重県道542号市木停車場線
三重県道542号市木停車場線（みえけんどう542ごう いちぎていしゃじょうせん）は、三重県南牟婁郡御浜町を通る一般県道である。

## 概要
JR東海紀勢本線 紀伊市木駅前から南牟婁郡御浜町大字下市木に至る。

### 路線データ
- 起点：南牟婁郡御浜町大字下市木（JR東海紀勢本線 紀伊市木駅前、三重県道739号上市木市木停車場線終点）
- 終点：南牟婁郡御浜町大字下市木（下市木交差点、国道42号交点、三重県道739号上市木市木停車場線上）
- 総延長：204 m

## 歴史
- 1959年（昭和34年）1月25日 - 路線認定[1]。

## 路線状況

### 重複区間
- 三重県道739号上市木市木停車場線（南牟婁郡御浜町大字下市木 - 南牟婁郡御浜町大字下市木・下市木交差点（全線））

## 地理

### 通過する自治体
- 三重県
  - 南牟婁郡御浜町

### 交差する道路
| 交差する道路                                          | 交差する場所 | 交差する場所        |
| ----------------------------------------------------- | ------------ | ------------------- |
| 三重県道739号上市木市木停車場線 重複区間起点          | 大字下市木   | 起点                |
| 国道42号 三重県道739号上市木市木停車場線 重複区間終点 | 大字下市木   | 下市木交差点 / 終点 |

### 交差する鉄道
紀勢本線

### 沿線
- JR東海紀勢本線 紀伊市木駅
- 七里御浜